# 周命世
周命世，湖廣蘄水人，明朝末年政治人物。

## 生平
崇禎十三年（1640年）庚辰科進士。官直隸任丘縣（今河北省任丘市）知縣。次年，當地大飢，周命世請免本年租賦。土冦作亂，總兵虎大威率兵來剿，卻劫掠良家婦女。周命世往見大威，掩面大哭，以死相爭，大威下令將所掠婦女盡數釋還。